# Darcy O’Brien
Darcy O’Brien (* 16. Juli 1939 in Los Angeles, Kalifornien; † 2. März 1998 in Tulsa, Oklahoma) war ein mehrfach ausgezeichneter Schriftsteller von fiktiver Literatur und Literaturkritik.

## Biographie
Darcy O’Brien wurde in Los Angeles geboren als Sohn des Hollywood-Stars George O’Brien und der Schauspielerin Marguerite Churchill, einer vielmaligen Filmpartnerin von John Wayne.
O’Brien besuchte die Princeton University und die University of Cambridge und erreichte einen Master und Doktortitel der University of California, Berkeley. Von 1965 bis 1978 war er ein Professor der englischen Sprache am Pomona College. 1978 zog er nach Tulsa, wo er bis 1995 an der University of Tulsa lehrte.
Am bekanntesten war Darcy O’Brien für seine Bücher über wahre Verbrechen. Sein erstes Buch A Way of Life, Like Any Other war eine Sammlung von autobiografisch inspirierten Geschichten über seine Kindheit in Hollywood. 1985 schrieb er ein Buch über die Hillside Stranglers mit dem Titel Two of a Kind: The Hillside Stranglers, das unter dem Titel The Case of the Hillside Stranglers mit Richard Crenna in einer Hauptrolle für das Fernsehen verfilmt wurde.
O’Brien war dreimal verheiratet. Seine Tochter ist die Filmproduzentin und Regisseurin Molly O’Brien. Seine Schwester ist Orin O’Brien, eine Kontrabassistin, die Mitglied der New Yorker Philharmoniker ist. Darcy O’Brien starb an einem Herzanfall im März 1998 im Alter von 58 Jahren.

## Auszeichnungen
- 1978: Hemingway Foundation PEN Award für den herausragenden ersten Kurzgeschichten-Band A Way of Life, Like Any Other
- 1997: Edgar Allan Poe Award, Power to Hurt

O’Brien wurde 1997 in die Oklahoma Writers Hall of Fame aufgenommen.

## Ausgewählte Werke
- A Way of Life, Like Any Other (1979)
- Moment by Moment, Romanfassung des Drehbuchs von Jane Wagner (1979)
  - Von Augenblick zu Augenblick. Heyne, München 1979, ISBN 3-453-01044-2
- The Silver Spooner (1981)
- Two of a Kind: The Story of the Hillside Stranglers (1985)
- Murder in Little Egypt (1989)
- Margaret in Hollywood (1991)
- A Dark and Bloody Ground (1993)
- Power to Hurt (1996)
- The Hidden Pope (Karol Wojtyła und Jerzy Kluger), 1997
  - Der Unbekannte Papst : Karol Wojtyła und Jerzy Kluger – die Geschichte ihrer lebenslangen Freundschaft, die das Verhältnis zwischen Katholiken und Juden veränderte Aus dem Amerikan. von Anita Krätzer und Bernd Rullkötter,  Lübbe, Bergisch Gladbach 1999 ISBN 3-7857-0964-1